# Plumularia rotunda
Plumularia rotunda is een hydroïdpoliep uit de familie Plumulariidae. De poliep komt uit het geslacht Plumularia. Plumularia rotunda werd in 1911 voor het eerst wetenschappelijk beschreven door Mulder & Trebilcock. 